# 天球図譜
天球図譜（てんきゅうずふ、羅: Atlas Coelestis）は、王室天文官ジョン・フラムスティードの観測結果に基づいて制作され、彼の死後、1729年に出版された星図。
この本は、それまで出版された星図のうちでは最も大判であり、グリニッジから観測できる主な 26 星座の図を、ジェームズ・ソーンヒルのロココ調のイラストと共に掲載している。またエイブラハム・シャープがデザインした星座早見盤も2つ掲載している。

## 歴史

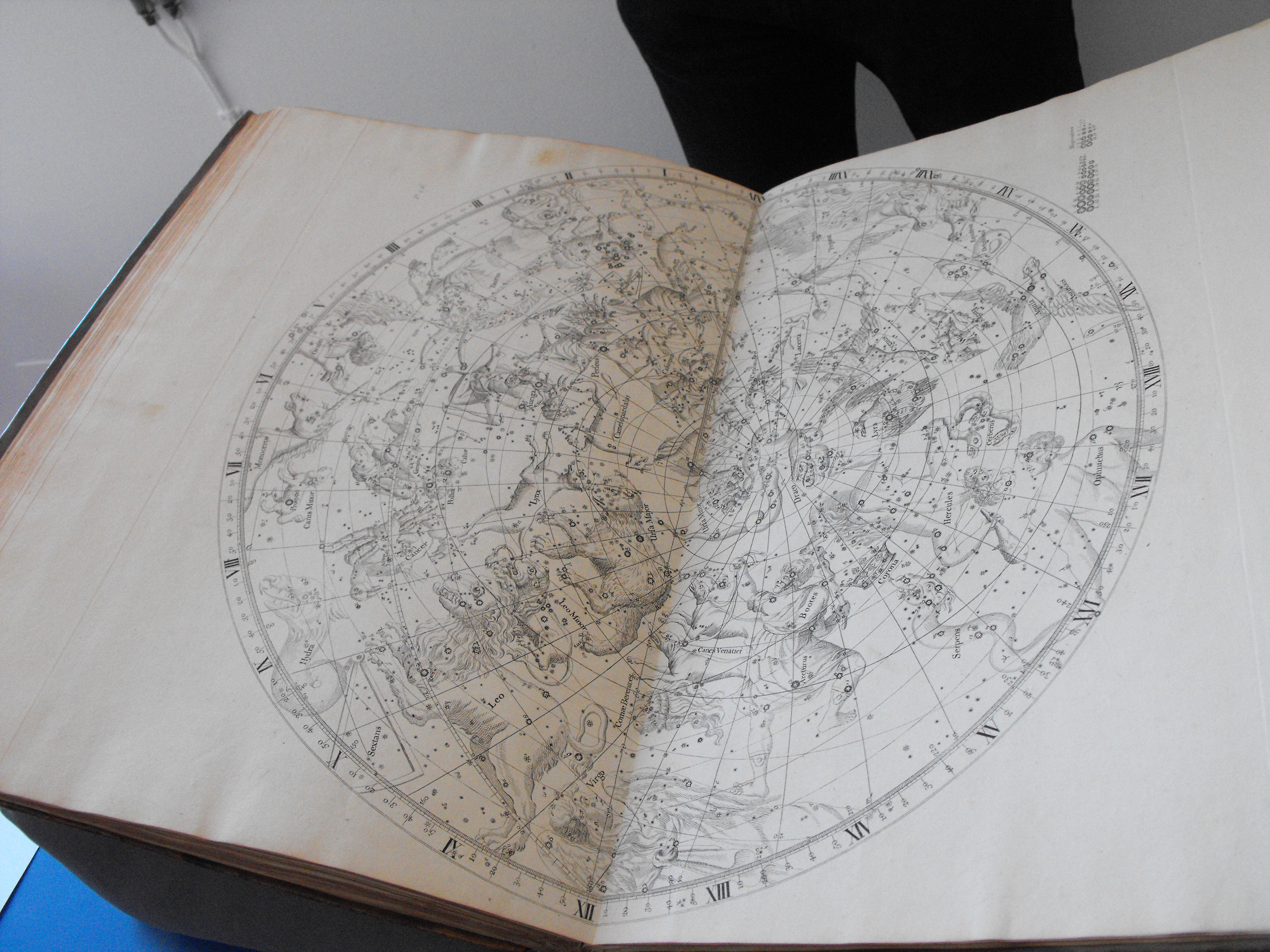
フラムスティードによる『天球図譜』（第2版、1753年）

初めて望遠鏡の観測に基づいて作られた星図『天球図譜』は、フラムスティードの死からわずか10年後、彼の未亡人がジョセフ・クロススウェイトとエイブラハム・シャープの助力を得て出版した。
これに先立つ1725年には、2919個の星を掲載した『大英恒星目録』を出版している。
フラムスティードがこの本を編纂しようとした主な動機の一つは、ヨハン・バイエルが『ウラノメトリア』（1603年）で使った星座の表示法を正したいというものだった。バイエルは星座を背面から見た状態で描いたため、実際の見え方とは裏返しになっており、無用な混乱の元になっていた（星座を正面から描かないのはプトレマイオスの時代からの流儀だった）。

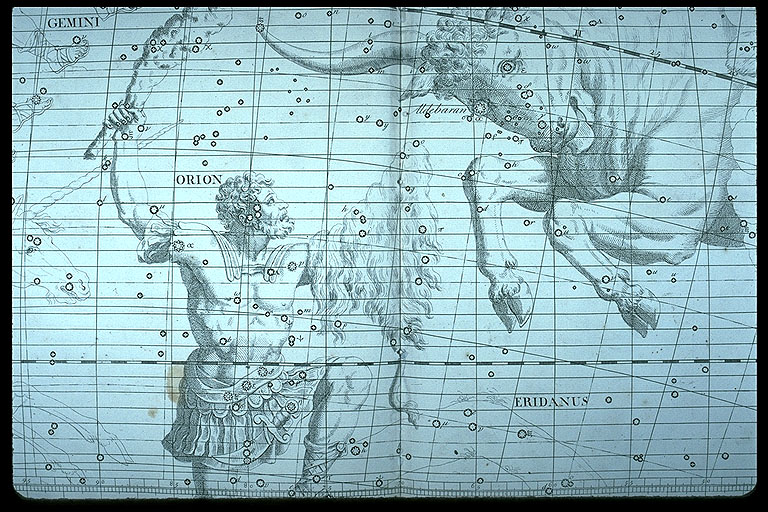
フラムスティードの『天球図譜』で描かれたオリオン座
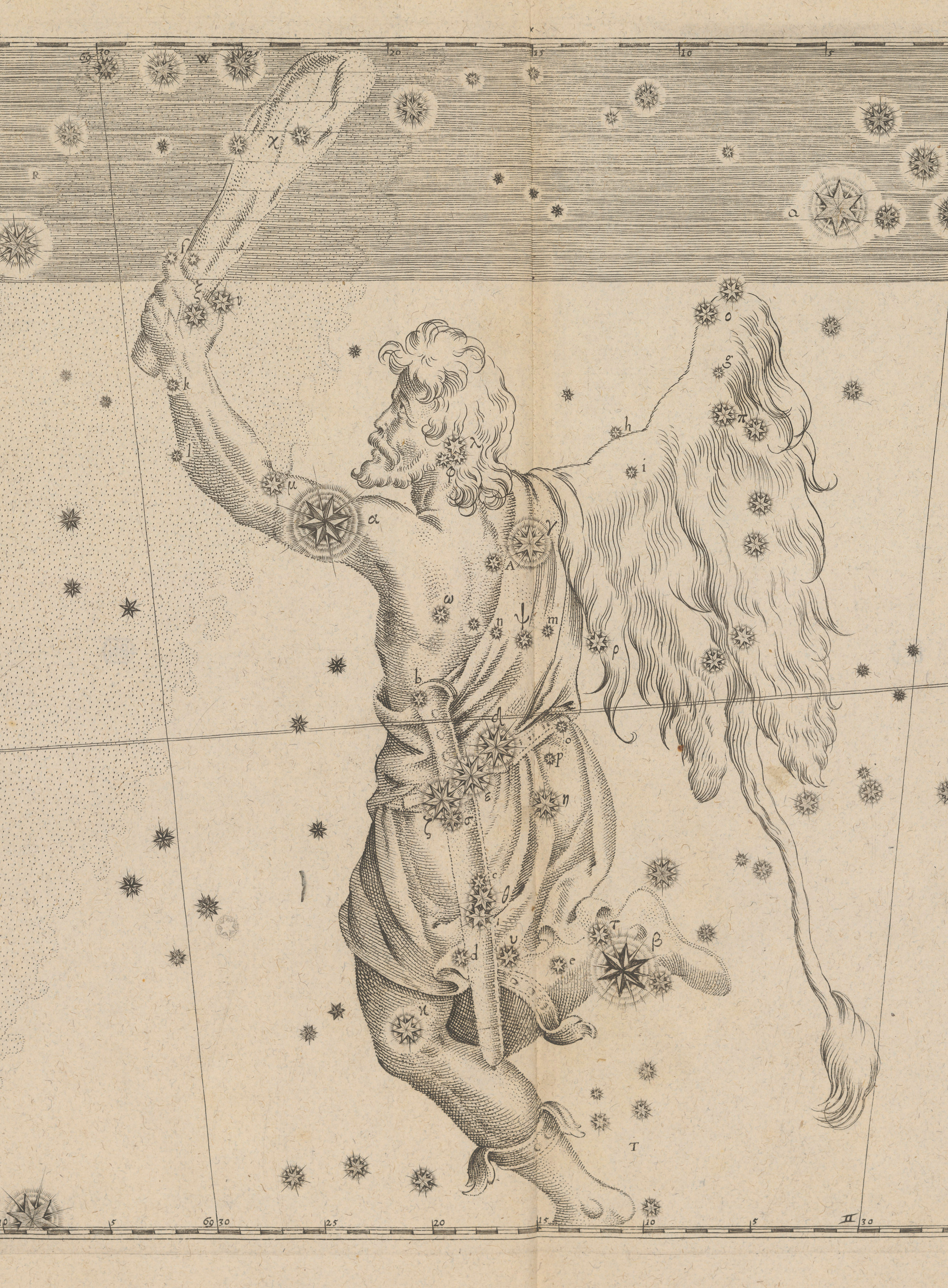
バイエルの『ウラノメトリア』で描かれたオリオン座

この本は出版されるや好評を博し、1世紀近くの間、天文学の専門家たちの間で標準的なリファレンスとして使われた。しかし3つの問題点も指摘された。それは高価であること、非常に大判であること（取り回ししづらい）、美術的な品質が低いことである（ジェームズ・ソーンヒルのイラスト、特に水瓶座の表現には批判が多かった）。
ジョン・ベヴィスはこれらの批判を踏まえて星図の改良を試み、1745年に『Uranographia Britannica』（大英恒星図表）を作成した。これはより小判で、天体観測による修正を加え、より美術的なイラストが添えられた。しかしこの本が公に出版されたことはなく、現在わずか16部のみが存在を知られている。

## フォータン・フラムスティード星図
最終的に星の位置に訂正があったため（初版は1690年代の観測に基づいていた）、1770年代に改訂が行なわれた。これはフランス人技術者ニコラス・フォータンによるもので、パリの科学アカデミーに所属する天文学者ピエール・シャルル・ルモニエとシャルル・メシエが監修した。
この新しい版は『Atlas Fortin-Flamsteed』（フォータン・フラムスティード星図）と呼ばれ、サイズは初版の1/3だが、ページ構成は同じだった。またいくつかのイラスト（特にアンドロメダ座、おとめ座、みずがめ座）には美術的なレタッチが加えられた。
星座の名前は（ラテン語でなく）フランス語で書かれ、フラムスティードの死後に発見されたいくつかの星雲が追加された。
1795年には、メイシャンとジェローム・ラランドによる改訂版が出版された。これにはいくつかの星座と多くの星雲が追加された。